# Serafim de Sousa Ferreira e Silva
Serafim de Sousa Ferreira e Silva (ur. 16 czerwca 1930 w Santa Maria de Avioso) – portugalski duchowny rzymskokatolicki, biskup Leirii-Fatimy.

## Biografia
1 sierpnia 1954 otrzymał święcenia prezbiteriatu.
30 kwietnia 1979 papież Jan Paweł II mianował go biskupem pomocniczym archidiecezji Bragi i biskupem tytularnym Lemellefy. 16 czerwca 1979 przyjął sakrę biskupią z rąk arcybiskupa Bragi Eurico Diasa Nogueiry. Współkonsekratorami byli biskup Porto António Ferreira Gomes oraz biskup Lamego António de Castro Xavier Monteiro.
W 1981 przeniesiony na stanowisko biskupa pomocniczego Lizbony.
7 maja 1987 ten sam papież mianował go koadiutorem biskupa Leirii-Fatimy. 2 lutego 1993, po przejściu na emeryturę poprzednika, objął diecezję. 22 kwietnia 2006, w związku z osiągnięciem wieku emerytalnego, zrezygnował z katedry